# Kiviperä och Kurjenperä
Kiviperä och Kurjenperä är en sjö i Finland. Den ligger i kommunen Kemijärvi i landskapet Lappland, i den norra delen av landet, 700 km norr om huvudstaden Helsingfors. Kiviperä och Kurjenperä ligger 148,8 meter över havet. Den är 4,64 meter djup. Arean är 2,74 kvadratkilometer och strandlinjen är 30,19 kilometer lång. Sjön  ingår i Kemi älvs huvudavrinningsområde.   
I övrigt finns följande vid Kiviperä och Kurjenperä:
- Ala-Kivijärvi (sjö i Kemijärvi, Lappland, Finland) (en sjö)